# Knez

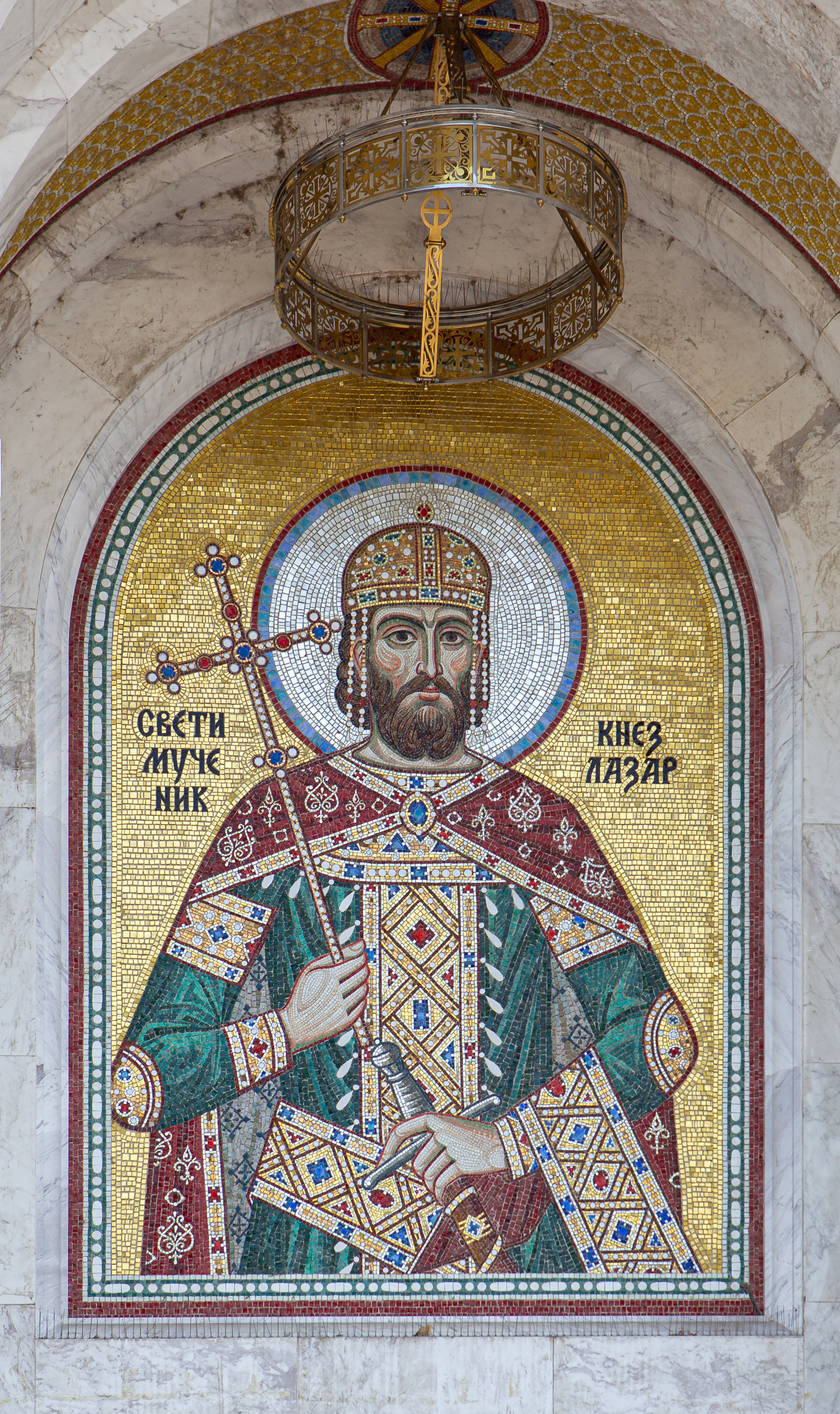
Knez Lazar av Serbien. Titel och namn återges med kyrillisk text till höger.

Knez eller knjaz (fornserbiska kneg) är en titel som betecknar en adelsrang och som återfinns i de flesta slaviska språken. Titeln översätts oftast med furste. Knez används fortfarande som den vanligaste översättningen av prins i slovensk, kroatisk och serbisk litteratur. Velikij knjaz brukar översättas med storfurste.

## Etymologi
Ordet härstammar från ordet kung (skandinaviska språk: konung; engelska: king; tyska: König). Titeln kom att användas flitigt för adelsmän under medeltiden och även senare under 1800-talet och 1900-talet i bland annat Ryssland, Kroatien, Slovenien, Serbien och Montenegro.
Titeln uttalas och skrivs liknande i alla slaviska språk och återfinns i följande språk:
- Ryska
- Ukrainska
- Belarusiska
- Rusinska
- Polska
- Tjeckiska
- Slovakiska
- Sorbiska
- Serbiska
- Kroatiska
- Bosniska
- Bulgariska
- Makedonska
- Slovenska